# Rhomboteuthis
Rhomboteuthis lehmani
Genre
Espèce
Rhomboteuthis est un genre fossile de calmars de la famille des Plesioteuthidae.
Une seule espèce est rattachée au genre, Rhomboteuthis lehmani.
Il est présent dans le Callovien inférieur (165–164 Ma) du lagerstätte de La Voulte-sur-Rhône, Ardèche, France.

## Historique et dénomination
Le genre Rhomboteuthis a été décrit par les paléontologues Jean-Claude Fischer (d) & Bernard Riou (d) en 1982,.